# Celatiscincus euryotis
Celatiscincus euryotis är en ödleart som beskrevs av  Werner 1909. Celatiscincus euryotis ingår i släktet Celatiscincus och familjen skinkar. IUCN kategoriserar arten globalt som starkt hotad. Inga underarter finns listade i Catalogue of Life.